# Parableta zenirae
Parableta zenirae är en insektsart som beskrevs av Piza Jr. 1973. Parableta zenirae ingår i släktet Parableta och familjen vårtbitare. Inga underarter finns listade i Catalogue of Life.